# Oreopolus glacialis
Oreopolus  es un género monotípico de plantas con flores perteneciente a la familia de las rubiáceas. Incluye una sola especie: Oreopolus glacialis (Poepp.) Ricardi (1963). Es nativa de Suramérica.

## Taxonomía
Oreopolus glacialis fue descrita por (Poepp.) Ricardi y publicado en Gayana, Botánica 6: 7, en el año 1963.
Sinonimia
- Cruckshanksia glacialis Poepp.
- Cruckshanksia patagonica (Speg.) Macloskie
- Oreopolus citrinus Schltdl.
- Oreopolus patagonicus Speg.